# Willempie (lied)
Willempie is een carnavalskraker, gezongen, geschreven en op single uitgebracht door André van Duin in januari 1976.

## Achtergrond
De B-kant Rammen maar was een cover van het lied Ramaya van Afric Simone, Stan Regal en dan met tekst van André van Duin zelf. Ramaya was een hit van Afric Simone in 1975.
Voor zowel A- als B-kant was Bert Schouten muziekproducent en Job Maarse de arrangeur en leider van het orkest en koor.
Het lied gaat over hoofdpersoon Willempie (Wim) die het syndroom van Down zou hebben. Dit was aanleiding voor protesten, omdat het lied het stille verdriet van mensen met dat syndroom zou misbruiken voor een carnavalslied. De NOS besloot tot een radioboycot.
Het lied kwam in 2013 even terug in de remake Willempie van Oranje.

## Hitnoteringen
In Nederland werd de plaat veel gedraaid op Hilversum 3 en Van Duin scoorde hiermee een nummer-1 hit in de destijds twee hitlijsten op de nationale publieke popzender (de Nederlandse Top 40 destijds uitgezonden op de befaamde donderdag door de TROS met dj Ferry Maat) en de Nationale Hitparade.
In België (Vlaanderen) werd het zijn grootste hit, zowel voor wat betreft hoogste notering als het aantal weken in de voorloper van de Vlaamse Ultratop 50 en de Vlaamse Radio 2 Top 30.

### Nederlandse Top 40
| Positie: | 11 | 2 | 1 | 1 | 1 | 7 | 17 | 28 | 36 | uit |

### Nationale Hitparade
| Positie: | 9 | 2 | 1 | 1 | 1 | 6 | 29 | uit |

### Vlaamse Radio 2 Top 30
| Positie: | 25 | 9 | 6 | 4 | 5 | 15 | uit |

### Vlaamse Ultratop 50
| Positie: | 18 | 8 | 4 | 4 | 5 | 10 | uit |

### NPO Radio 2 Top 2000
| Nummer met noteringen in de NPO Radio 2 Top 2000 | '99  | '00-'01 | '02  | '03 | '04  | '05-'06 | '07  |
| ------------------------------------------------ | ---- | ------- | ---- | --- | ---- | ------- | ---- |
| Willempie                                        | 1015 | -       | 1776 | -   | 1579 | -       | 1833 |

1. ↑  Een '-' betekent dat het nummer niet was genoteerd en een vetgedrukt getal geeft de hoogste notering aan.
2. ↑  Deze tabel is bijgewerkt tot en met de laatste editie (2024).